# Sân bay Kantchari
Sân bay Kantchari (IATA: XKA, ICAO: DFEL) là một sân bay ở Kantchari, Burkina Faso.